# 873 Mechthild
Mechthild (asteróide 873) é um asteróide da cintura principal com um diâmetro de 29,04 quilómetros, a 2,2298309 UA. Possui uma excentricidade de 0,1510539 e um período orbital de 1 554,83 dias (4,26 anos).
Mechthild tem uma velocidade orbital média de 18,37793997 km/s e uma inclinação de 5,26336º.
Esse asteróide foi descoberto em 21 de Maio de 1917 por Max Wolf.